# Wehmeyer-Denkmal

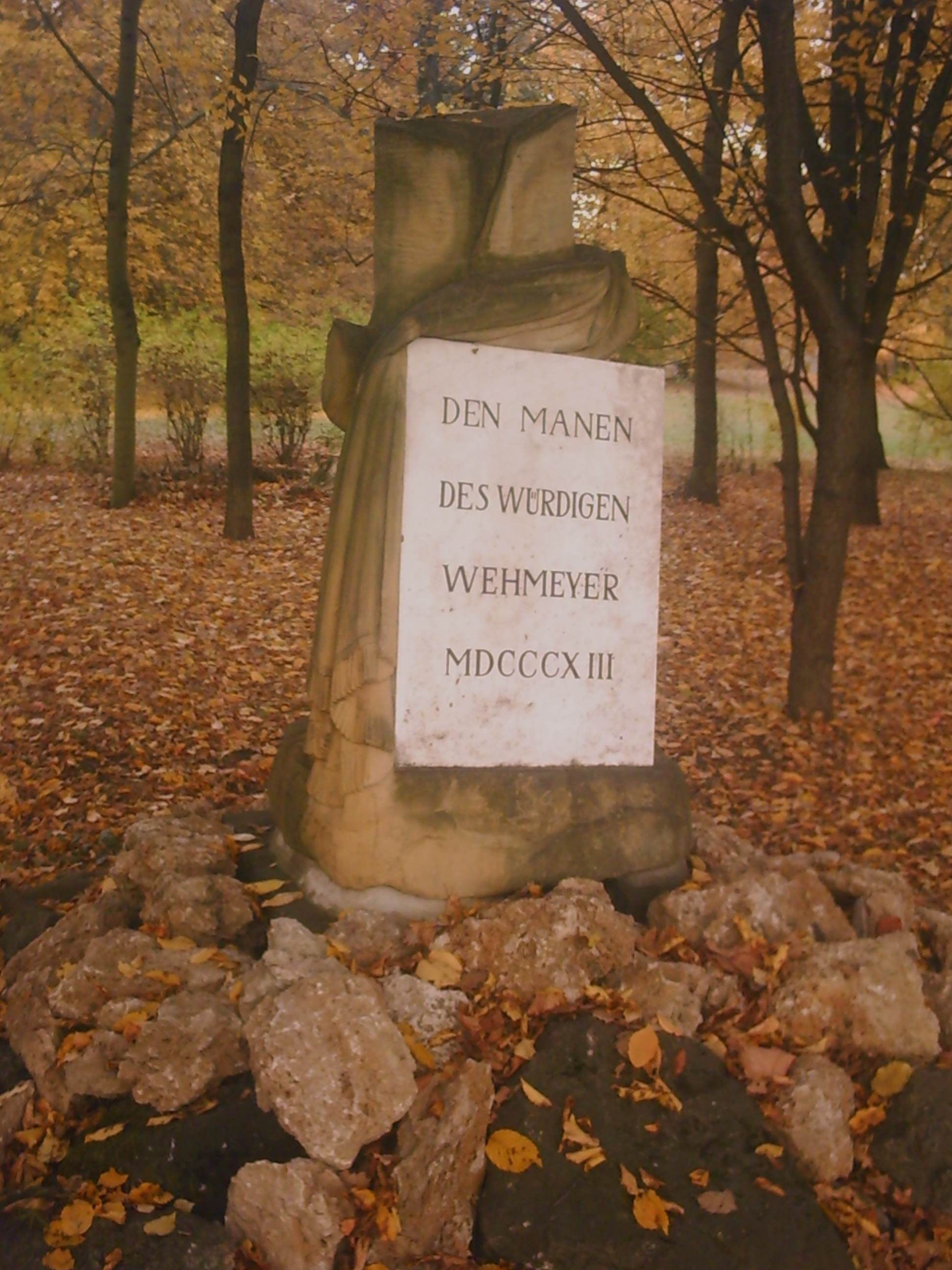
Das Wehmeyer-Denkmal im Jahre 2011

Das Wehmeyer-Denkmal in Gotha (Thüringen) ist ein Gedenkstein im Schlosspark aus dem Jahre 1813.

## Geschichte
Am Weg, der südlich durch den Park führt, ließ Herzog August von Sachsen-Gotha-Altenburg im Jahre 1813 ein Denkmal zur Erinnerung an den Herzoglichen Obergärtner Christian Heinrich Wehmeyer (1729–1813) errichten. Es ist ein in Stein nachgebildeter Baumstamm, der eine Steintafel mit folgender Inschrift trägt: „Den Manen des würdigen Wehmeyer“. So ehrte der Herzog dankbar seinen geschickten Obergärtner, den unermüdlichen Pflanzer des zum Park umgewandelten Tiergartens.